# اچ‌ام‌اس تورکی (اف۴۳)
اچ‌ام‌اس تورکی (اف۴۳) (به انگلیسی: HMS Torquay (F43)) یک کشتی بود که طول آن ۳۶۰ فوت (۱۰۹٫۷ متر) بود. این کشتی در سال ۱۹۵۴ ساخته شد.